# Glomera nigrilimbata
Glomera nigrilimbata är en orkidéart som beskrevs av Pieter van Royen. Glomera nigrilimbata ingår i släktet Glomera och familjen orkidéer. Inga underarter finns listade i Catalogue of Life.